# Agnès de Bohême
Agnès de Bohême (en tchèque Svatá Anežka Česká), aussi appelée Agnès de Prague, née le 20 janvier 1211 à Prague et morte dans cette même ville le 2 mars 1282,  est une des filles du roi de Bohème et religieuse de l'ordre de Sainte-Claire. 
Elle est entre autres un témoin des débuts du franciscanisme en dehors de l'Italie. Les lettres qu'elle reçut de sainte Claire d'Assise (fondatrice de l'ordre de Sainte-Claire), présentent un grand intérêt pour l'histoire de la spiritualité franciscaine.
Canonisée le 12 novembre 1989 par le pape Jean-Paul II, elle est la sainte patronne de la Bohême.
Sa fête est célébrée le 2 mars.

## Biographie
Après sainte Ludmila de Bohême (+ 921), grand-mère de saint Venceslas (+ 935), Agnès est la deuxième sainte de la dynastie des Přemyslides qui règne alors sur la Bohême. Elle est la fille du roi Přemysl Otakar I et de Constance de Hongrie, sœur du roi André II de Hongrie, lui-même père de sainte Élisabeth de Hongrie. Elle est également la sœur du roi de Bohême Venceslas Ier.
Née en 1211, elle est confiée, à l'âge de trois ans aux moniales cisterciennes de Trzebnica pour son éducation, et commence à faire l'enjeu de tractations matrimoniales. La même année, en effet, sa famille la fiance à Boleslas de Silésie, puis, en 1213, à Henri, fils de l'empereur du Saint-Empire, Frédéric II. Une fois les fiançailles rompues, elle est demandée, en 1227, par le roi d'Angleterre Henri III, et en 1228, par Frédéric II, veuf de Yolande de Brienne, lequel répétera sa démarche en 1233. Toutes ces tentatives semblent avoir été repoussées par Agnès. Après avoir écrit au pape Grégoire IX pour bénéficier de sa protection et de son approbation, elle entre chez les clarisses en 1234.
Les Frères mineurs franciscains sont arrivés à Prague, capitale de la Bohême, en 1232. Agnès leur construit une église, en même temps qu'elle fonde un hôpital dans la Vieille Ville. En 1233, elle établit, dans le quartier Na Františku, un monastère de clarisses, où elle fait profession religieuse à la Pentecôte de 1234. Elle partagera désormais sa vie entre la prière et le soin des malades et des malheureux. Devenue abbesse, elle veillera à l'observance de la Règle. Elle décède en mars 1282, ayant inauguré la lignée de filles de maison noble ou princière qui se feront clarisses, comme Isabelle de France, sœur de Louis IX.
Un groupe de laïcs travaillant à l'hôpital Saint-François de Prague a été organisé par Agnès en 1238 comme un nouvel ordre militaire, dédié principalement aux soins infirmiers, suivant la règle de saint Augustin, connu sous le nom de chanoines réguliers de la Très Sainte-Croix de l'Étoile Rouge. L'année suivante, Agnès remit à ces chevaliers monastiques toute l'autorité sur l'hôpital qu'elle avait fondé. Ils furent reconnus comme un ordre par le pape Grégoire IX en 1236-1237. 
On a conservé quatre lettres authentiques que sainte Claire d'Assise lui a envoyées: la première serait antérieure à la Pentecôte de 1234; la deuxième aurait été écrite entre 1235 et 1239; la troisième au début de 1238; la quatrième entre janvier et août 1253, soit peu avant la mort de la fondatrice des clarisses. Par contre, les réponses d'Agnès sont perdues. Cette correspondance demeure d'une importance capitale pour la compréhension de la spiritualité de Claire.

## Vénération, souvenir et culte
- Un peu plus d'un siècle après sa béatification (1874) Agnès est canonisée par Jean-Paul II, le 12 novembre 1989, quelques jours avant le début de la révolution de Velours. En effet, une rumeur courait à Prague que la canonisation de la sainte précéderait la libération du pays ; c'est pourquoi le pouvoir communiste refusait depuis des années cette canonisation. Elle est ainsi la première sainte d'Europe Centrale à avoir été canonisée avant la chute du mur de Berlin.

- En 1991, le cardinal František Tomášek lui confère le titre de sainte patronne des travailleurs de l'industrie gazière. De plus, elle a été proclamée sainte patronne de Bohême.

- Le billet de 50 couronnes tchèques est à son effigie.

- Le couvent des Clarisses, ou couvent Sainte-Agnès, sert désormais d'annexe de la Galerie nationale à Prague, dédiée a l'art gothique[7].

- Elle est commémorée le 2 mars[8],[9].